# Zelena Levada, Pervomaisk
Zelena Levada (în ucraineană Зелена Левада) este un sat în comuna Dovha Prîstan din raionul Pervomaisk, regiunea Mîkolaiiv, Ucraina.

## Demografie
Componența lingvistică a localității Zelena Levada
     Ucraineană (66,67%)
     Rusă (33,33%)
Conform recensământului din 2001, majoritatea populației localității Zelena Levada era vorbitoare de ucraineană (66,67%), existând în minoritate și vorbitori de rusă (33,33%).